# منتخب جامايكا لاتحاد الرغبي للسيدات
منتخب جامايكا لاتحاد الرغبي للسيدات (بالإنجليزية: Jamaica women's national rugby union team)‏ هو ممثل جامايكا الرسمي في المنافسات الدولية في اتحاد الرغبي للسيدات . تأسس في 3 ديسمبر 2003.